# Alexandru Iliaș
Alexandru Iliaș (n. 1587 – d. 9 mai 1666) a fost domn al Țării Românești (septembrie 1616 - mai 1618) și al Moldovei, în mai multe rânduri: 10 septembrie 1620 - octombrie 1621 și 5 decembrie 1631 - aprilie 1633. Tatăl său, Ilie, era fiul lui Alexandru Lăpușneanu. Iliaș Alexandru a fost fiul său.

## Biografie
Deoarece îi sprijinea pe greci în funcții ce le aduceau un venit mare, în 1617 a avut loc o mișcare împotriva acestora condusă de Lupu paharnicul Mehedințeanu, care în cele din urmă, a reușit să-l răstoarne pe Alexandru Iliaș. Au fost uciși o serie de greci, boieri, prelați și negustori, dar și Lupu a plătit cu viața, pentru că sub următorul domnitor, a fost prins cu vicleșug de turci și tras în țeapă.
O altă mișcare împotriva lui Alexandru Iliaș și a sfetnicilor lui a avut loc în Moldova în aprilie 1633. În fruntea răsculaților a fost vornicul Vasile Lupu. Domnitorul este nevoit să părăsească și de această dată tronul care este ocupat în 1634 de conducătorul nemulțumiților. 
Miron Costin spune că era un domn nepriceput care, în loc să se ocupe de treburile țării, se întovărășise cu un amant homosexual din Balcani, renumit pentru practicile sale, numit Batiste Veveli și se deda doar plăcerilor. 